# Alien Lanes
Alien Lanes (werktitel: Scalping the Guru) is het 8e studioalbum van de Amerikaanse indierockband Guided by Voices. Het album werd uitgebracht op 4 april 1995.

## Opnames en productie
Guided by Voices kreeg van platenlabel Matador een voorschot van bijna $100.000 voor het opnemen van het album. De opnames vonden plaats in de thuisstudio van gitarist Tobin Sprout. Gitarist James Greer merkte in zijn boek Guided by Voices: A Brief History op dat als de aanschaf van bier buiten beschouwing werd gelaten, de totale gemaakte kosten $10 bedroegen.

## Tracklist
| Nr. | Titel                        | Duur |
| --- | ---------------------------- | ---- |
| 1.  | A Salty Salute               | 1:29 |
| 2.  | Evil Speakers                | 0:58 |
| 3.  | Watch Me Jumpstart           | 2:24 |
| 4.  | They're Not Witches          | 0:51 |
| 5.  | As We Go Up We Go Down       | 1:37 |
| 6.  | (I Wanna Be a) Dumbcharger   | 1:13 |
| 7.  | Game of Pricks               | 1:33 |
| 8.  | The Ugly Vision              | 1:35 |
| 9.  | A Good Flying Bird           | 1:07 |
| 10. | Cigarette Tricks             | 0:18 |
| 11. | Pimple Zoo                   | 0:42 |
| 12. | Big Chief Chinese Restaurant | 0:56 |
| 13. | Closer You Are               | 1:56 |
| 14. | Auditorium                   | 1:02 |
| 15. | Motor Away                   | 2:06 |
| 16. | Hit                          | 0:22 |
| 17. | My Valuable Hunting Knife    | 2:00 |
| 18. | Gold Hick                    | 0:30 |
| 19. | King and Caroline            | 1:36 |
| 20. | Striped White Jets           | 2:15 |
| 21. | Ex-Supermodel                | 1:06 |
| 22. | Blimps Go 90                 | 1:40 |
| 23. | Strawdogs                    | 1:17 |
| 24. | Chicken Blows                | 2:21 |
| 25. | Little Whirl                 | 1:46 |
| 26. | My Son Cool                  | 1:41 |
| 27. | Always Crush Me              | 1:44 |
| 28. | Alright                      | 2:56 |

## Bezetting
- Greg Demos
- Kevin Fennell
- James Greer
- Pete Jamison
- Mitch Mitchell
- Jim Pollard
- Robert Pollard
- Tobin Sprout